# Административно деление на Обединеното кралство
Административно-териториалното деление на Обединеното кралство е сложно и разнородно, което се дължи на продължителната му еволюция в продължение на векове. През последните десетилетия значението на традиционно най-важните единици, графствата и енориите, намалява за сметка на градовете, окръзите и регионите.
Обединеното кралство се състои от 4 историко-географски области: Англия, Уелс, Шотландия и Северна Ирландия. Те обикновено се наричат нации (nations) или страни (countries), като всяка от тях има различно административно деление. В определен контекст Англия и Уелс се разглеждат като обща единица, най-вече заради общата им правна система.

## Англия
Първото ниво на административно деление в Англия са 9-те региона, създадени сравнително скоро във връзка с административните и статистически процедури на Европейския съюз.
На следващото ниво са административните графства (administrative counties). Те не трябва да се бъркат с историческите графства (historic counties) и церемониалните (географски) графства (ceremonial/geographic counties), които понякога имат същите имена, но са с различни граници и в наши дни нямат административни функции. Повечето административните графства се подразделят на окръзи (districts), но има и два вида изключения:
- Унитарни администрации (unitary authorities), всяка от които се състои от един окръг (графството и окръгът имат обща администрация)
- Общински графства (metropolitan counties), които нямат собствена администрация, а нейните функции се изпълняват от администрациите на съставляващите графството общински райони (metropolitan boroughs).

Системата на административните графства не включва Голям Лондон, който има собствена администрация и административно деление.

## Шотландия
Шотландия се състои от 32 съветни области (council areas), подобни на английските единни администрации. Шотландия също е разделена на 31 исторически графства, които в наши дни не се използват за правителствени административни цели.

## Уелс
Уелс се състои от 22 единни власти, оформени като 10 графства-райони (county boroughs), 9 графства (counties) и 3 града (cities). Уелс е също така разделен на 13 исторически графства, въпреки че те вече не се използват за правителствени административни цели.

## Северна Ирландия
Северна Ирландия се състои от 6 графства и 26 района (districts).